# Pijawczaki
Pijawczaki, pijawki racze – grupa około 150 gatunków komensalicznych lub pasożytniczych pierścienic o specyficznej budowie, holarktycznym zasięgu występowania i niejasnej pozycji taksonomicznej. Bez wątpienia są siodełkowcami, zostały wyraźnie zdefiniowane jako takson monofiletyczny, dyskusyjna jednak jest ich pozycja w filogenezie pierścienic oraz kategoria systematyczna.

## Występowanie
Występują w Azji, Europie i Ameryce Północnej. W Polsce występuje 5 gatunków. Jednym z nich jest pijawczak (Branchiobdella parasita). Większość żyje na pancerzach skorupiaków, głównie z rodziny Astacidae, przy czym na jednym gatunku raka może żyć kilka gatunków pijawczaków. Gatunki pasożytnicze należą do mniejszości.

## Morfologia
Poszczególne gatunki pijawczaków wykazują duże podobieństwa morfologiczne. Ich ciało składa się z 15 segmentów tworzących 3 odcinki: głowowy (4 segmenty zlane ze sobą), tułowiowy (10 segmentów) i dysk analny, na który składa się ostatni z segmentów. Na IX, X i XI segmencie położone jest klitellum i układ rozrodczy. Długość ciała pijawczaków mieści się w przedziale 1–12 mm. Na odcinku głowowym niektórych gatunków występują palczaste wyrostki. Jama gębowa jest zaopatrzona w parę oskórkowych szczęk.

## Biologia i ekologia
Pijawczaki są pasożytami żyjącymi w jamie skrzelowej słodkowodnych raków, na pancerzach dziesięcionogów albo na ciele innych zwierząt słodkowodnych, pozostając z nimi w relacjach komensalicznych. Rozmnażają się wyłącznie na drodze płciowej. Rozwój jest prosty – z jaja złożonego w kokonie, umieszczonym na ciele skorupiaka, wylęga się w pełni ukształtowany osobnik.

## Klasyfikacja
Początkowo pijawczaki opisywane były w randze rodziny Branchiobdellidae, dla której typem nomenklatorycznym jest rodzaj Branchiobdella. W 1965 roku Holt podniósł ten takson do rangi rzędu Branchiobdellida, który później, w 1986, podzielił na pięć rodzin: Bdellodrilidae, Branchiobdellidae, Cambarincolidae, Caridinophilidae i Xironodrilidae.
Zasadniczy podział na pięć grup został powszechnie zaakceptowany. Poszczególni autorzy zmieniali jedynie rangi poszczególnych taksonów. Za kryterium podziału przyjmowano kilka cech morfologicznych. Przeprowadzone w 2004 roku badania cech plemników wybranych gatunków nie potwierdziły podziału na wymienione rodziny.
W celu określenia relacji pokrewieństwa pijawczaków z pozostałymi siodełkowcami badano różne hipotezy. Umieszczano je wśród pijawek, wśród skąposzczetów oraz jako takson o tej samej, co pijawki i skąposzczety randze. Dotychczasowe badania morfologiczne i molekularne nie wyjaśniły jednoznacznie pozycji pijawczaków na drzewie filogenetycznym. Niektórzy badacze uważają, że na podstawie wyników badań molekularnych należy je zaliczyć wraz z pijawkami do skąposzczetów.